# (1714) Sy
(1714) Sy – planetoida z pasa głównego asteroid okrążająca Słońce w ciągu 4 lat i 43 dni w średniej odległości 2,57 au. Została odkryta 25 lipca 1951 roku w Algiers Observatory w Algierze przez Louisa Boyera. Nazwa planetoidy pochodzi od Frédérica Sy, francuskiego astronoma. Przed nadaniem nazwy planetoida nosiła oznaczenie tymczasowe (1714) 1951 OA.